# حوضه آبریز مرزی شرق

حوضه آبریز مرزی شرق

حوضه آبریز مرزی شرق یکی از حوضه‌های باز ایران است که در تقسیم‌بندی حوضه‌های آبریز ایران، حوضهٔ اصلی به‌شمار می‌رود. مساحت این حوضه، ۱۰۳٬۱۶۹ کیلومتر مربع است و در نوار مرزی شرق ایران، از کوه‌های جام در خراسان رضوی تا کوه‌های بم‌پشت و حامنت در سیستان و بلوچستان امتداد می‌یابد. حوضه آبریز مرزی شرق به ۳ زیرحوضه تقسیم شده است.

## جغرافیا
حوضهٔ مرزی شرق در نوار مرزی شرق ایران گسترده شده است و بخش‌هایی از استان‌های خراسان رضوی، خراسان جنوبی و سیستان و بلوچستان را دربرمی‌گیرد. این حوضه، از چند چالهٔ بستهٔ مجزا تشکیل شده است. شمالی‌ترین چاله، نمکزار خواف است که رود کال شور قائن مهم‌ترین رود منتهی به آن است. پایین‌تر از آن، دق پترگان در نزدیکی حاجی‌آباد در مرز ایران و افغانستان قرار دارد و در جنوب آن، دق تندی قرار گرفته است.
در میانهٔ حوضه، هامون هیرمند به ارتفاع ۴۶۰ متر از سطح دریا در نزدیکی زابل قرار دارد و بزرگ‌ترین دریاچهٔ آب شیرین فلات مرکزی ایران است. اصلی‌ترین رود تغذیه‌کنندهٔ آن، هیرمند است که بخش عمدهٔ آن در خاک افغانستان جریان دارد. در زمان پرآبی، هامون هیرمند به هامون صابری (در مرز ایران و افغانستان) و هامون پوزک (در خاک افغانستان) متصل می‌شود و آب اضافی آن، از طریق رود شیله به شوره‌زار گودزره در افغانستان که پایین‌ترین بخش حوضه است، منتقل می‌شود.
هامون ماشکل، دیگر چالهٔ مهم حوضه مرزی شرق است که در خاک پاکستان قرار دارد و رودهای ناحیهٔ مرکزی سیستان و بلوچستان را زهکشی می‌کند.
کوه‌های کم‌ارتفاع در شمال، غرب و جنوب این حوضه، آن را از حوضه‌های مجاور جدا می‌کند.

## زیرحوضه‌ها
برپایهٔ دستور العمل تقسیم‌بندی حوضه‌های ایران، حوضهٔ آبریز مرزی شرق به زیرحوضه‌های زیر تقسیم می‌شود:
| کد | نام زیرحوضه  | مساحت کیلومتر مربع | تعداد زیرحوضه‌ها | منبع فهرست |
| -- | ------------ | ------------------ | --------------- | ---------- |
| ۵۱ | پترگان–خواف  | ۳۲٬۹۸۰             | ۳               | [ ۴ ]      |
| ۵۲ | هامون هیرمند | ۳۳٬۷۳۱             | ۹               | [ ۵ ]      |
| ۵۳ | هامون ماشکل  | ۳۶٬۴۵۸             | ۲               | [ ۶ ]      |